# Suzana Pires
Suzana Pires de Carvalho (Rio de Janeiro, 13 de junho de 1976) é uma atriz, roteirista e escritora brasileira.

## Biografia
Suzana é bacharela em Filosofia pela PUC do Rio de Janeiro. Estudou interpretação com Fátima Toledo, Camila Amado, André Paes Leme, Eduardo Wotzik, Théâtre du Soleil, João Brandão e Guida Viana.
Estreou na televisão em 1994, na série Confissões de Adolescente. Posteriormente participou de outros trabalhos como Tocaia Grande, Agora É que São Elas e participações em Linha Direta, Toma Lá, Dá Cá, Zorra Total, entre outros.
Em 2009 interpretou Ivonete em Caras & Bocas, personagem de maior destaque na carreira e que lhe deu grande reconhecimento no meio televisivo.
Em 2011 interpretou duas personagens na novela Fina Estampa: Marcela e Joana.
Em 2016 foi uma das titulares da novela Sol Nascente, junto com Julio Fischer e Walther Negrão.
Discreta em sua vida pessoal, mantém relacionamentos casuais com homens anônimos e famosos, e em entrevistas revelou que sempre priorizou sua carreira artística, e nunca teve vontade de casar e ter filhos.

## Filmografia

### Televisão
| Ano      | Título                    | Papel                              | Nota                                                                 |
| -------- | ------------------------- | ---------------------------------- | -------------------------------------------------------------------- |
| 1994     | Confissões de Adolescente | Suelen                             | Episódio: "Que Droga!"                                               |
| 1995     | Tocaia Grande             | Arusa Skaff                        |                                                                      |
| 1999     | Mulher                    | Paulinha                           | Episódio: "O Acidente"                                               |
| 2003     | Agora É que São Elas      | Lia                                |                                                                      |
| 2004     | Sítio do Picapau Amarelo  | Dona Joaninha (jovem)              | Episódios: "7–8 de setembro"                                         |
| 2005     | Linha Direta              | Cidinha Campos                     | Episódio: "Zé Arigó"                                                 |
| 2006     | A Diarista                | Cleptomaníaca                      | Episódio: "Saia Injusta"                                             |
| 2006     | Carga Pesada              | Inês                               | Episódio: "Refém"                                                    |
| 2006     | Os Amadores               | Martha                             | Episódio: "22 de dezembro"                                           |
| 2007     | A Turma do Didi           | Isa                                | Episódio: "3 de junho"                                               |
| 2007     | Toma Lá, Dá Cá            | Mira                               | Episódio: "O Dia em que a Terra Tremeu"                              |
| 2007     | Zorra Total               | Laura                              | Episódio: "16 de junho"                                              |
| 2007     | Minha Nada Mole Vida      | Neide                              | Episódio: "Noite de Queijos e Vinhos" Episódio: "Segredos Chocantes" |
| 2007     | Sob Nova Direção          | Drª. Sura                          | Episódio: "O Precinho da Vaidade"                                    |
| 2007     | Paraíso Tropical          | Isaura                             | Episódios: "10–19 de setembro"                                       |
| 2007; 08 | A Grande Família          | Graciela                           | Episódio: "Família Palace Hotel" Episódio: "Deixa a Vida Me Levar"   |
| 2008     | Malhação                  | Dona Mercedes                      | Episódio: "30 de novembro"                                           |
| 2008     | Ó Paí Ó                   | Sarah                              | Episódio: "Negócio Torto"                                            |
| 2008     | Casos e Acasos            | Regina                             | Episódio: "O Celular, a Viagem e o Dia Seguinte"                     |
| 2008     | Toma Lá, Dá Cá            | Jamile                             | Episódio: "Falando Grosso"                                           |
| 2008     | Faça sua História         | Jennifer                           | Episódio: "O Noivo Sumiu"                                            |
| 2009     | Caras & Bocas             | Ivonete dos Santos Barros Ferreira |                                                                      |
| 2010     | Araguaia                  | Janaína Santos                     |                                                                      |
| 2010     | A Grande Família          | Soraia                             | Episódio: "A Copa dos Namorados"                                     |
| 2010     | Força-Tarefa              | Sheyla                             | Episódio: "O Preço da Fama"                                          |
| 2011     | Fina Estampa              | Marcela Coutinho                   |                                                                      |
| 2011     | Fina Estampa              | Joana Coutinho                     |                                                                      |
| 2012     | Gabriela                  | Glória Damasceno (Glorinha)        |                                                                      |
| 2013     | Flor do Caribe            | Aurora Gutiérrez                   |                                                                      |
| 2013     | Flor do Caribe            | Safira Gutiérrez                   | Episódio: "11 de março"                                              |
| 2015     | A Regra do Jogo           | Janete de Souza                    |                                                                      |
| 2017     | Os Trapalhões             | Anfitriã da festa                  | Episódio: "8 de outubro"                                             |
| 2017     | TOC's de Dalila           | Sara Cíntia                        | Episódio: "O Chapéu de Sara Cíntia"                                  |
| 2019     | Bom Sucesso               | Virgínia Alcântara                 |                                                                      |
| 2020     | Simples Assim             | Dra. Sandrinha                     | Episódio: "7 de novembro"                                            |
| 2023     | A Magia de Aruna          | Brumma Assis                       |                                                                      |

### Cinema
| Ano  | Título                          | Papel              | Nota              |
| ---- | ------------------------------- | ------------------ | ----------------- |
| 2001 | O Bolo                          |                    | Curta-metragem    |
| 2004 | Trindade                        |                    |                   |
| 2005 | Beijo de Sal                    | Luma Gioconda      | Curta-metragem    |
| 2006 | Mulheres do Brasil              |                    |                   |
| 2006 | Cobrador: In God We Trust       | Locutora de TV     |                   |
| 2007 | Tropa de Elite                  | Drª. Marisa        |                   |
| 2008 | Polaróides Urbanas              | Passageira         |                   |
| 2011 | Retrato Falhado                 | Luisa              | Curta-metragem    |
| 2013 | O Tempo e o Vento               | Ana Terra (adulta) |                   |
| 2014 | A Grande Vitória                | Tereza             |                   |
| 2015 | Loucas pra Casar                | Lúcia              |                   |
| 2015 | Casa Grande                     | Sônia Cavalcanti   |                   |
| 2020 | De Perto Ela Não É Normal       | Suzie              |                   |
| 2020 | De Perto Ela Não É Normal       | Tia Suely          | Também roteirista |
| 2025 | Câncer com Ascendente em Virgem | Clara              |                   |

## Trabalhos como autora
| Ano     | Trabalho        | Escalação        | Parceiros titulares                   |
| ------- | --------------- | ---------------- | ------------------------------------- |
| 2016-17 | Sol Nascente    | Autora principal | Walther Negrão Júlio Fischer          |
| 2013    | Flor do Caribe  | Colaboradora     | Walther Negrão                        |
| 2010–11 | Os Caras de Pau | Roteirista       | Cláudio Torres Gonzaga Marcius Melhem |

## Teatro
| Ano  | Título                       |
| ---- | ---------------------------- |
| 1993 | Julieta e a Chave dos Sonhos |
| 1994 | Baile na Curva               |
| 1995 | A Lira dos Vinte Anos        |
| 1996 | A Beira do Mar Aberto        |
| 1998 | Do Outro Lado da Tarde       |
| 1999 | O Banquete                   |
| 2001 | Assim Falou Zaratustra       |
| 2002 | Bodas de sangue              |
| 2003 | Branca como a neve           |
| 2004 | Um Ensaio Aberto             |
| 2005 | Madame                       |
| 2006 | De Perto Ela Não é Normal    |
| 2006 | Do Outro Lado Da Tarde       |
| 2007 | Toalete                      |
| 2007 | Clube da Comédia em Fé       |

## Prêmios e indicações
| Ano  | Associações                          | Categoria                                                 | Nomeações                 | Resultado |
| ---- | ------------------------------------ | --------------------------------------------------------- | ------------------------- | --------- |
| 2007 | Prêmio Qualidade Brasil - RJ         | Melhor Atriz Teatral Comédia                              | De Perto Ela Não É Normal | Indicada  |
| 2007 | Prêmio Qualidade Brasil - SP         | Melhor Atriz Teatral Comédia                              | Toalete                   | Indicada  |
| 2009 | Prêmio Arte Qualidade Brasil         | Melhor Atriz Revelação - Televisão                        | Caras & Bocas             | Indicada  |
| 2011 | Prêmio Contigo! de TV                | Melhor Atriz Coadjuvante                                  | Araguaia                  | Indicada  |
| 2012 | Prêmio Top of Business               | Destaque na Televisão                                     | Fina Estampa              | Venceu    |
| 2014 | Los Angeles Brazilian Film Festival  | Melhor Atriz Coadjuvante                                  | A Grande Vitória          | Venceu    |
| 2015 | Pasadena Internetional Film Festival | Melhor Atriz                                              | A Grande Vitória          | Indicada  |
| 2021 | Festival Sesc Melhores Filmes        | Melhor Atriz Nacional                                     | De Perto Ela Não É Normal | Indicada  |
| 2021 | Prêmio ABRA de Roteiro               | Melhor Roteiro de Filme de Comédia (Prêmio Paulo Gustavo) | De Perto Ela Não É Normal | Indicada  |